# Louis Prosper Gachard

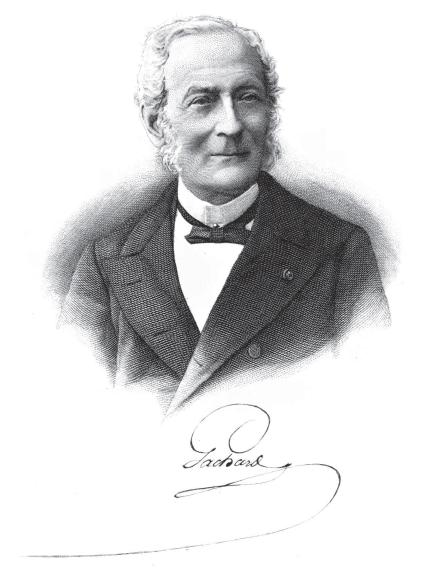
Porträt von Louis-Prosper Gachard (aus: C. PIOT, Notice sur Louis-Prosper Gachard, membre de l'Académie, in: Annuaire de l'Académie royale des sciences, des lettres et des beaux-arts de Belgique, 54 (1888), 193–236.)

Louis Prosper Gachard (* 12. März 1800 in Paris; † 24. Dezember 1885 in Brüssel) war ein belgischer Staatsarchivar und Historiker. Er trat vor allem als Initiator und Sekretär der im Jahr 1834 gegründeten Commission Royale d'Histoire und in der Organisation des belgischen Archivwesens hervor.

## Leben
Gachard war ursprünglich Schriftsetzer, zog von Frankreich nach Belgien, ergänzte als Gemeindebeamter von Tournai durch sprachliche und geschichtliche Studien seine Bildung und wurde 1826 stellvertretender Archivar des Staatsarchivs in Brüssel, 1831 Archivar der Staatsarchive Belgiens. Ab 1842 war er volles Mitglied der Königlichen Akademie der Wissenschaften von Belgien. Die Organisation des belgischen Archivwesens durch Gachard sollte schließlich zum Ausgangspunkt einer modernen Archivverwaltung in Europa überhaupt werden. Das belgische Archivwesen wurde zum Vorbild. Sämtliche Reorganisationen der Staatsarchive im 19. Jahrhundert gehen letzten Endes darauf zurück.
Er hat umfangreiche Quellensammlungen und zahlreiche Archivalienberichte – besonders zur Geschichte Belgiens, der Niederlande und zum 16. Jahrhundert – publiziert. Eine besondere Bedeutung hatten dabei Kaiser Karl V. und König Philipp II. So schrieb er u. a. in der "Biographie Nationale de Belgique" einen Artikel über den Kaiser, der dem Umfang nach einem mehrere hundert Seiten umfassenden Band entsprechen würde. Grundlage waren dazu seine Quellensammlungen u. a. in Brüssel wie auch im spanischen Simancas und im Escorial in Madrid.

## Werke
- Collection de documens inédits concernant l’histoire de la Belgique. 1833–1835.
- Correspondance de Philippe II sur les affaires des Pays-Bas. 4 Bände. Brüssel 1848–1859.
- Correspondance de Guillaume le Taciturne. 6 Bände. Brüssel 1847–1858.
- Retraite et mort de Charles-Quint. 3 Bände. Brüssel 1854–1855.
- Relations des troubles de Gand sous Charles-Quint. Brüssel 1846.
- Don Carlos et Philippe II. 2 Bände. Brüssel 1863. 2. Auflage Paris 1867.
- Correspondance de Marguerite d’Autriche, duchesse de Parme avec Philippe II. 3 Bände. Brüssel 1867–1881.
- La Belgique sous Philippe V. Brüssel 1868.
- Histoire politique et diplomatique de Pierre-Paul Rubens. Brüssel 1877.
- Les bibliothèques de Madrid et de l’Escurial: Notices et extraits des manuscrits qui concernent l’histoire de la Belgique. 1875
- Charles-Quint, in: Biographie Nationale, publiée par L’Académie Royale des sciences, des lettres et des beaux arts de Belgique, tome troisième, Brüssel 1872, S. 523–960.